# Eleccions presidencials de Corea del Sud de 2002
El 19 de desembre de 2002 es van celebrar eleccions presidencials a Corea del Sud per a triar el proper president del país. El resultat va ser la victòria de Roh Moo-hyun, del governant Partit Democràtic del Mil·lenni, que va derrotar a Lee Hoi-chang, del Gran Partit Nacional, per una mica més de mig milió de vots.